# 光明院 (久喜市)
光明院（こうみょういん）は、埼玉県久喜市にある真言宗豊山派の寺院。なお当院より約2キロメートル南東に、寺号が類似する「光明寺」がある。そちらの寺も山号が同じ「瑠璃山」であり、真言宗豊山派である。

## 歴史
1600年（慶長5年）頃、恵観阿閣梨によって開山された。本尊の地蔵菩薩は、鳥仏師が1580年（天正8年）に造立したものと伝えられている。 現在の本山は真言宗豊山派総本山の長谷寺であるが、かつては茨城県古河市の東光寺であった。
1984年（昭和59年）、この年は宗祖弘法大師空海の千百五十年御遠忌の年であった。所属宗派の真言宗豊山派を始めとする真言宗各派は記念行事を繰り広げ、これを機に「新四国埼東八十八ヶ所霊場」が復活した。当院は第58番札所である。

## 交通アクセス
- 路線バス高木病院停留所より徒歩17分。